# العروس جميلة لكنها متزوجة من رجل آخر
العروس جميلة لكنها متزوجة من رجل آخر هي عبارة غير مؤكدة المنشأ تم ذكرها من قبل العلماء وفي المنشورات كما في نص برقية بعثتها بعثة لتقصي الحقائق اليهودية إلى فلسطين في تسعينيات القرن التاسع عشر. تصور العبارة عمومًا على أنها تلميح مبكر باستحالة إنشاء وطن قومي لليهود في فلسطين دون المساس بالسكان الحاليين.
"تُنسب العبارة "العروس جميلة، لكنها متزوجة من رجل آخر" إلى القائد الصهيوني زئيف جابوتينسكي. كان جابوتينسكي شخصية رائدة في الحركة الصهيونية في أوائل القرن العشرين ومؤسس الحركة التنقيحية التي أدت في النهاية إلى إنشاء حزب الليكود في إسرائيل.
غالبًا ما يُستخدم هذا الاقتباس لوصف الحيرة التي واجهها الصهاينة فيما يتعلق بأرض فلسطين. "العروس" في الاستعارة هي أرض فلسطين، التي رأى الصهاينة كأرض جميلة يتمنونها لإنشاء موطن يهودي. ومع ذلك، كانت "العروس" "متزوجة من رجل آخر" لأنها كانت مأهولة بالفعل بشعب آخر، الفلسطينيين.
كان جابوتينسكي واضحًا في كتاباته بأنه يعترف بوجود السكان العرب الفلسطينيين، لكنه يؤمن بضرورة إنشاء دولة يهودية في فلسطين. لذلك، تجسد هذه العبارة الصراع والأزمة الأخلاقية المتأصلة في المشروع الصهيوني كما رآه. ومن الجدير بالذكر أن هناك مجموعة متنوعة من وجهات النظر حول هذه المسألة ضمن الطيف الواسع للفكر الصهيوني وبين الفلسطينيين."